# Zadvorsko
Zadvorsko falu Zágráb közigazgatási területén Horvátországban, a főváros déli részén. Ma Zágráb Brezovica városnegyedéhez tartozik.

## Fekvése
Zágráb városközpontjától 12 km-re délnyugatra, a Lomnica-patak mentén, Brezovica és Hudi Bitek között fekszik.

## Története
A település 19. század első felében tűnik fel először. A második katonai felmérés térképén „Zadvorsko” néven található. Lipszky János 1808-ban Budán kiadott repertóriumában „Zadvorszkoszello” néven szerepel. Nagy Lajos 1829-ben kiadott művében „Zadvorszko, vel Zadvorszkoszello” néven 34 házzal és 279 katolikus lakossal találjuk.
1857-ben 210, 1910-ben 427 lakosa volt. Zágráb vármegye Szamobori járásához tartozott. 1941 és 1945 között a Független Horvát Állam része volt, majd a szocialista Jugoszlávia fennhatósága alá került. 1991-től a független Horvátország része. 1991-ben lakosságának 93%-a horvát nemzetiségű volt. 2011-ben 1288 lakosa volt.

## Népessége
| Lakosság változása | Lakosság változása | Lakosság változása | Lakosság változása | Lakosság változása | Lakosság változása | Lakosság változása | Lakosság változása | Lakosság változása | Lakosság változása | Lakosság változása | Lakosság változása | Lakosság változása | Lakosság változása | Lakosság változása | Lakosság változása |
| ------------------ | ------------------ | ------------------ | ------------------ | ------------------ | ------------------ | ------------------ | ------------------ | ------------------ | ------------------ | ------------------ | ------------------ | ------------------ | ------------------ | ------------------ | ------------------ |
| 1857               | 1869               | 1880               | 1890               | 1900               | 1910               | 1921               | 1931               | 1948               | 1953               | 1961               | 1971               | 1981               | 1991               | 2001               | 2011               |
| 210                | 235                | 256                | 296                | 369                | 427                | 433                | 468                | 591                | 624                | 745                | 916                | 872                | 951                | 1.160              | 1.288              |